# 殺無赦
是一部1992年美國修正主義西部電影，由克林特·伊斯特伍德執導和監製，大衛·畢波斯編寫劇本。克林特·伊斯特伍德飾演主角，其他主演有金·哈克曼、摩根·弗里曼與李察·哈里斯。伊斯特伍德表示，本片會是他的最後一部西部電影，因為他擔心重復自己或模仿他人的作品。
《殺無赦》入圍9項奧斯卡獎，並獲得奧斯卡最佳影片獎、奧斯卡最佳導演獎、奧斯卡最佳男配角獎與奧斯卡最佳剪輯獎等4項大獎。克林特·伊斯特伍德也入圍奧斯卡最佳男主角獎，最後敗給《女人香》的男主角艾爾·帕西諾。
伊斯特伍德將本片獻給著名電影導演及導師塞吉歐·李昂尼與唐·薛高。《殺無赦》在2004年被永久保存在國家影片登記部。《殺無赦》被美國電影學會選為美國影史上最偉大的100部電影之一，被認為是美國史上最重要的西部片之一。2008年6月该协会还将这部电影评为各類型電影十大佳片西部片類型的第4名，僅次於《搜索者》、《日正當中》與《原野奇俠》（Shane）。

## 劇情簡介
1880年，威廉（克林特·伊斯特伍德 飾演）過去是一個惡名昭彰、無惡不作的盜賊及殺人犯，但是他自從與漂亮的克勞迪亞結婚並生下兩個孩子後，一家過著和樂融融的生活。威廉的妻子不久之後因病去世，於是他帶著兩個孩子到堪薩斯州郊外經營養豬場，靠著自己辛勤工作把孩子撫養成人。 
有兩個牛仔在懷俄明州的酒吧鬧事，其中一人用刀劃傷了妓女的臉。妓院老闆非常憤怒，恨不得吊死那兩個牛仔，但是警長「小比爾」達格特（金·哈克曼 飾演）讓他們賠償7匹馬作結。於是眾妓女氣憤難平，想要集資懸賞一千元，找人幫她們殺死這兩個牛仔。 
一個自大的年輕人「斯科菲爾德小子」（詹姆斯·伍維特 飾演）想要找威廉一起去完成這件差事，但是威廉一開始並不想再捲入罪惡的勾當，於是斯科菲爾德小子只好獨自離去。但是因為豬隻生病，威廉為了讓年幼的子女過著富裕生活，於是告別殺手生涯11年的威廉決定重操舊業，參與這次殺人行動。於是，斯科菲爾德小子、威廉以及威廉的老搭檔內德·洛根（摩根·弗里曼 飾演）一起追蹤其中一个牛仔到峽谷地區，威廉解決了他。后来威廉和斯科菲爾德小子又来到另一个目标所在的地方，斯科菲爾德小子趁那个人上厕所的时机把他杀死。然而不幸的是，提早離開的洛根卻被警長「小比爾」達格特的手下抓走，並且被他們折磨至死。
为给老友內德报仇，威廉嘱托斯科菲爾德小子先将酬金安全带走，随后他孤身一人前去找警长小比尔报仇。看到洛根被棄屍酒吧間外，因此憤怒至極。於是他進入酒吧，殺死了「小比爾」達格特為朋友洛根報仇。
在結尾中，字幕說威廉帶他的孩子們離開養豬場，有傳言說他們搬到三藩市經營乾貨生意。

## 演員
- 克林特·伊斯特伍德 飾 William "Will" Munny
- 金·哈克曼 飾 "Little" Bill Daggett
- 摩根·弗里曼 飾 Ned Logan
- 李察·哈里斯 飾 English Bob
- 詹姆斯·伍維特（英语：Jaimz Woolvett） 飾 the Schofield Kid
- 索爾·魯賓奈克（英语：Saul Rubinek） 飾 W. W. Beauchamp
- 法蘭西絲·費雪 飾 Strawberry Alice
- 安娜·湯瑪遜（英语：Anna Thomson） 飾 Delilah Fitzgerald
- 羅伯·坎貝爾（英语：Rob Campbell） 飾 Davey Bunting
- 安東尼·詹姆士（英语：Anthony James (actor)） 飾 Skinny Dubois
- 麗莎·瑞波-馬特爾（英语：Liisa Repo-Martell） 飾 Faith
- 傑雷米·拉特福德 飾 Deputy Andy Russell
- 沙恩·麥爾（英语：Shane Meier） 飾 William Munny Jr.
- David Mucci 飾 Quick Mike
- Tara Frederick 飾 Little Sue
- 羅恩·懷特（英语：Ron White (actor)） 飾 Clyde Ledbetter
- 約翰·派珀-弗格森 飾 Charley Hecker
- 貝薇莉·埃利奧特（英语：Beverley Elliott） 飾 Silky
- Josie Smith 飾 Crow Creek Kate
- 法蘭克·C·特納（英语：Frank C. Turner） 飾 Fuzzy
- 洛奇林·莫羅 飾 Texas Slim
- 傑佛遜·馬平（英语：Jefferson Mappin） 飾 Fatty Rossiter
- 菲爾·海耶斯（英语：Phil Hayes (actor)） 飾 Lippy MacGregor

## 風格
《殺無赦》是一部相當反英雄主義的西部片，大大顛覆傳統西部片的形象，將美國老西部到處可見的真實面貌，例如殺人道德問題、警長的偽善等現象赤裸裸的展現出來，破除西部傳統的神話，強烈探討殺人者及被殺者的心境。尤其本片是由以西部片起家的克林·伊斯威特自製自導自演，格外顯的有內省意義，因此也被一些人稱為『最後的西部片』。傑克·N·格林灰暗的攝影風格也受到影評家的讚賞。

## 獎項及評價
- 入圍9項奧斯卡獎，並獲得奧斯卡最佳影片獎、奧斯卡最佳導演獎、奧斯卡最佳男配角獎與奧斯卡最佳剪輯獎等4項大獎。克林·伊斯威特同時入圍奧斯卡最佳導演獎與奧斯卡最佳男主角獎，最後艾爾·帕西諾以《女人香》擊敗克林特·伊斯特伍德奪得最佳男主角獎。

- 入圍英國電影和電視藝術學院6項大獎，包括最佳影片獎及最佳導演獎，雖然最終只獲得最佳男配角獎。《不可饶恕》也入圍4項金球獎，最後獲得最佳導演獎及最佳男配角獎。

- 1998年被美國電影學會選為美國影史上最偉大的100部電影之一，名列在第98位。然後在2007年再度被美國電影學會選為美國影史上最偉大的100部電影之一，名列在第68位。《不可饶恕》被廣泛的認為是美國史上最重要的西部片之一。

- 2008年6月被美國電影學會選為各類型電影十大佳片西部片類型的第4名，僅次於《搜索者》、《日正當中》與《原野奇俠》。

- 長期與克林特·伊斯特伍德合作的設計師比爾·金以《不可饶恕》電影海報獲得《好萊塢記者》雜誌頒發的1992年重點藝術獎[4]。

這部電影因為探討道德議題上的爭議與氣氛（類似許多黑色電影的情節）而受到許多電影評論家的稱讚。他們稱讚《不可饶恕》是一部優秀的西部電影，然而這部電影並非沒有任何批評。基恩·西斯克爾（Gene Siskel）與羅傑·艾伯特都批評這部電影過於冗長，而且具有太多多餘的角色。但羅傑·艾伯特仍然認為《不可饶恕》是一部偉大的電影。《不可饶恕》在爛番茄網站獲得96%的正面評價（共有56篇評論），用戶平均分數則為8.5分。《不可饶恕》在互聯網電影數據庫中則獲得觀眾給予8.3的高分，名列前150位。《不可饶恕》在《帝國雜誌》史上500大電影中名列第158位。《不可饶恕》也被《時代雜誌》選為史上百大電影。《不可饶恕》被美國作家公會評選為史上百大優秀劇本之一。